# شهرستان کیسومو
شهرستان کیسومو (به لاتین: Kisumu County) یک منطقهٔ مسکونی در کنیا واقع شده‌است. شهرستان کیسومو ۲٬۰۸۵٫۹ کیلومترمربع مساحت و ۹۶۸٬۸۷۹ نفر جمعیت دارد.